# Thomas Spring Rice, 1:e baron Monteagle av Brandon
Thomas Spring-Rice, 1:e baron Monteagle av Barndon, född den 8 februari 1790, död den 7 februari 1866, var en brittisk politiker av irländsk börd, farfar till sir Cecil Spring-Rice.
Spring Rice tillhörde 1820-39 whigpartiet i underhuset, var 1830-34 sekreterare vid skattkammaren i Greys ministär, juli-december 1834 sekreterare för kolonierna i första och 1835-39 skattkammarkansler i andra ministären Melbourne. 
Spring Rice genomförde 1839 det betydelsefulla lagförslaget om enhetligt pennyporto. Han sökte samma år förgäves bli underhusets talman och drog sig då tillbaka från politiken, varvid han upphöjdes till peer med titeln baron Monteagle av Brandon.